# Hatfield Tengertudományi Központ

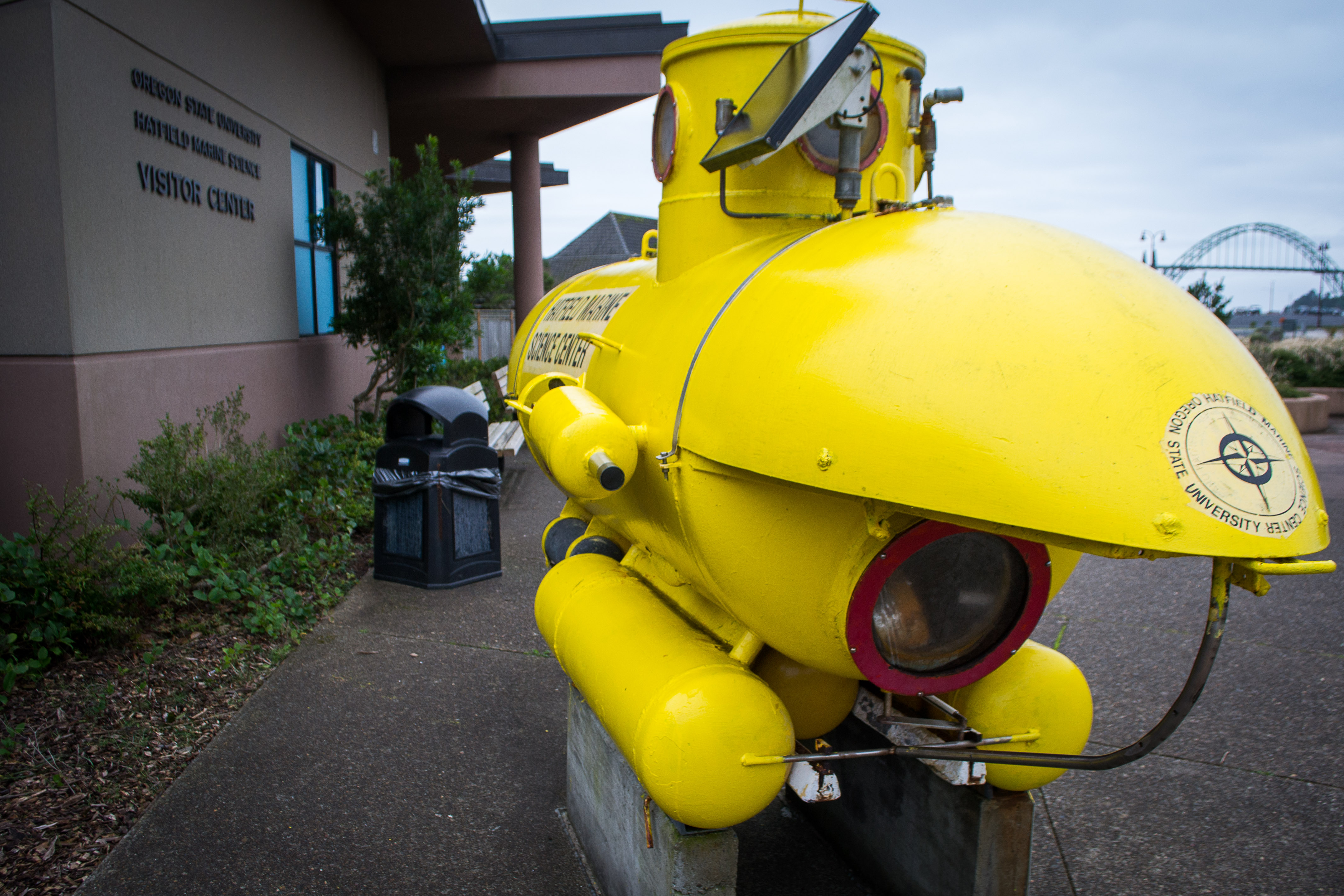
A látogatóközpont mellett kiállított Newmas tengeralattjáró

A Hatfield Tengertudományi Központ (angolul: Hatfield Marine Science Center, HMSC) tengeri kutatóintézet az Amerikai Egyesült Államok Oregon államának Newport városában, a Yaquina-öbölben, amit az Oregoni Állami Egyetem öt szövetségi és állami ügynökséggel közösen működtet. Az 1965-ben megnyílt, húszhektáros intézet névadója Mark Hatfield szenátor.

## Története
Az öböl átellenes oldalán 1939-től működött a Yaquina-öböli Halászati Laboratórium. A Hatfield központ 1965-ben nyílt meg.
A 2020 nyarán átadott oktatási épület szökőár esetére kimenekítési pontként szolgál, emellett ellenáll a 9-es erősségű földrengéseknek és az XXL méretű cunamiknak is.

### Igazgatók
- John V. Byrne (1972–1977)
- Lavern Weber (1977–2002)
- George Boehlert (2002–2012)
- Bob Cowen (2013–)[7]

## Szervezeti felépítés
A központ több mint háromszáz személyt – köztük kutatókat, egyetemi oktatókat, gyakornokokat, valamint az USA halászati és környezetvédelmi ügynöksége, mezőgazdasági minisztériuma, Oregon állam halászati hivatala és a Nemzeti Óceán- és Légkörkutatási Hivatal munkatársait – alkalmaz.

## Oktatás
Alap- és mesterképzések is zajlanak; a hallgatók számát évi ötszázra növelnék.

## Kutatás

### Partnerek
Az Oregoni Állami Egyetem a központon keresztül számos partnerkapcsolatot tart fenn.
A Tengeri Tanulmányok Kooperatív Intézete (CIMRS) az alaszkai halászati kutatóközponttal közösen akusztikai, geológiai, óceántani és tengerbiológiai folytat. Az Oregon-parti Tengeri Kísérleti Állomás (COMES) a térség halászati fejlődését vizsgáló kutatóhely. A Tengeri Emlősök Intézete (MMI) genetikai, kommunikációs és mérnöki tevékenységet végez.
Az Északnyugati Tengeri Megújuló Energia Országos Intézete (NNMREC) az Oregoni Állami Egyetem és a Washingtoni Egyetem közreműködésével, az USA energiaminisztériumának finanszírozásával vizsgálja az árapályenergia hasznosíthatóságát. Az Óceán-megfigyelő Rendszerek Hálózatának Északnyugati Szövetsége (NANOOS) az Oregoni Állami Egyetem és az USA környezetvédelmi ügynökségének együttműködésével a Yaquina-öböl óceántani adatait dolgozza fel.

### Járművek

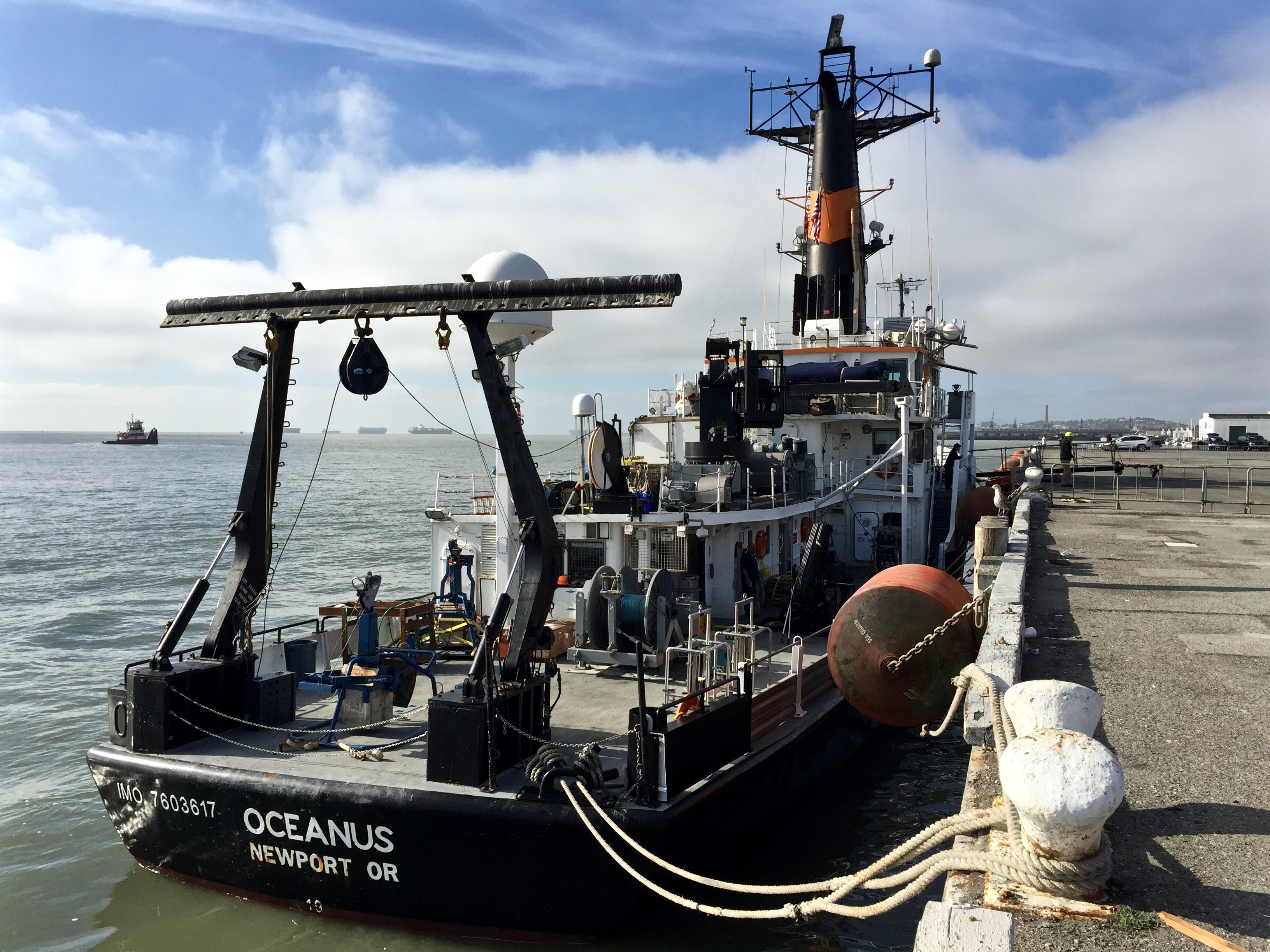
Az RV Oceanus San Franciscóban

A központ mellett található a Nemzeti Óceán- és Légkörkutatási Hivatal kikötője, melynek járműveit (NOAAS Bell M. Shimada és NOAAS Rainier) a kutatók szintén használják.
Jelenlegi
- RV Taani (61 m)[13][14]
- RV Elakha (16 m)[15]

Korábbi
- RV Oceanus (54 m)[16][17]
- RV Acona[13]
- RV Cayuse (24 m)[13]
- RV Wecoma (56 m)[17][18]
- RV Yaquina (55 m)[13]

## Látogatóközpont
A látogatóközpont programjai a tenger- és vízparti élővilágot, valamint kutatást mutatják be. Megfigyelhető egy óriáspolip, valamint a szökőárakkal, halászattal és az árapálymedencék élővilágával kapcsolatos kiállítások is vannak.

## Nevezetes személyek

### Hallgató
- Rick Spinrad, a Nemzeti Óceán- és Légkörkutatási Hivatal 11. igazgatója[23]

### Munkatársak
- Lisa Ballance[24]
- Joel Hedgpeth[25]
- Scott Baker[26]

## Fordítás
- Ez a szócikk részben vagy egészben  a   Hatfield Marine Science Center című angol Wikipédia-szócikk ezen változatának fordításán alapul.  Az eredeti cikk szerkesztőit annak laptörténete sorolja fel. Ez a jelzés csupán a megfogalmazás eredetét és a szerzői jogokat jelzi, nem szolgál a cikkben szereplő információk forrásmegjelöléseként.